# 2016년 후반기 대한민국 고교야구 주말리그
2016년 후반기 대한민국 고교야구 주말리그는 대한민국 고교야구 주말리그의 11번째 대회로 지역 대회는 2016년 5월 21일부터 6월 25일까지 진행되었고 왕중왕전은 7월 4일부터 7월 15일까지 진행됐다. 결승전에서  덕수고등학교가 서울고등학교에 7-4로 승리하면서 6번째 우승을 차지했다. 강준혁이 최우수선수에 선정됐다.

## 지역 대회

### 영남 · 제주

#### 경상 A
| 순위 | 학교             | 경기 | 승 | 패 |
| ---- | ---------------- | ---- | -- | -- |
| 1    | 경북고등학교     | 5    | 4  | 1  |
| 2    | 포항제철고등학교 | 5    | 3  | 2  |
| 3    | 대구고등학교     | 5    | 3  | 2  |
| 4    | 상원고등학교     | 5    | 2  | 3  |
| 5    | 경주고등학교     | 5    | 2  | 3  |
| 6    | 글로벌선진학교   | 5    | 0  | 5  |

#### 경상 B
| 순위 | 학교             | 경기 | 승 | 패 |
| ---- | ---------------- | ---- | -- | -- |
| 1    | 마산용마고등학교 | 6    | 5  | 1  |
| 2    | 마산고등학교     | 6    | 4  | 2  |
| 3    | 김해고등학교     | 6    | 4  | 2  |
| 4    | 물금고등학교     | 6    | 2  | 4  |
| 5    | 울산공업고등학교 | 6    | 1  | 5  |

## 왕중왕전
- 제71회 청룡기 전국고교야구 선수권대회

| 제71회 청룡기 전국고교야구 선수권대회 우승 |              |              |
| 이전                                       | 덕수고등학교 | 다음         |
| 대구상원고등학교                           | 덕수고등학교 | 배명고등학교 |
|                                            |              |              |
|                                            |              |              |

| 청룡기 전국고교야구대회               | 청룡기 전국고교야구대회               | 청룡기 전국고교야구대회               |
| ------------------------------------- | ------------------------------------- | ------------------------------------- |
| 이전 대회                             | 제71회 청룡기 전국고교야구 선수권대회 | 다음 대회                             |
| 제70회 청룡기 전국고교야구 선수권대회 | 제71회 청룡기 전국고교야구 선수권대회 | 제72회 청룡기 전국고교야구 선수권대회 |

## 참조
1. ↑  “덕수고, 청룡기 고교야구선수권 6번째 우승”. 《동아일보》. 2016년 7월 16일. 2016년 7월 16일에 확인함.